# Dardanus (Rameau)
A Dardanus Jean-Philippe Rameau 1739-ben született és bemutatott, prológ plusz ötfelvonásos operája. Librettóját Charles-Antoine Leclerc de La Bruère írta. Műjegyzékszáma RCT 35.

## A mű keletkezésének története
A Dardanus 1739-ben született, közvetlenül a Les fêtes d’Hébé című opéra-ballet után. A tragédie en musique műfajú opera szövegkönyvét Charles-Antoine Le Clerc de La Bruère drámaíró–történész készítette el Rameau számára. A történet gyakorlatilag csak felhasználja Dardanosz nevét a görög mitológiából, a mese lényegében de La Bruère szerzeménye. Az opera ősbemutatója 1739-ben volt a párizsi operában – visszafogott fogadtatást aratva. Rameau 1744-ben átdolgozta a Dardanust, és ez a változatot már jobban fogadták. 1760-ban újabb kisebb átdolgozás következett, ekkor már vitathatatlan volt az opera sikere.
1784-ben, húsz évvel Rameau halála után, Antonio Sacchini is írt egy operát Dardanus címmel, amelyben a szövegírója, Nicolas-François Guillard felhasználta Charles-Antoine Leclerc de La Bruère eredeti librettóját is.

## A mű szereplői
| Szerep                            | Hangnem                       |
| --------------------------------- | ----------------------------- |
| Dardanosz, Élektra és Jupiter fia | kontratenor                   |
| Vénusz                            | szoprán                       |
| Ámor                              | szoprán                       |
| Teukrosz, fríg király             | basszbariton                  |
| Iphise, Teucer lánya              | szoprán                       |
| Anténor, herceg, hadvezér         | basszbariton                  |
| Isménor, varázsló                 | basszbariton                  |
| A Féltékenység                    | szoprán                       |
| Az Örömök egyike                  | szoprán                       |
| Az Álmok                          | szoprán, kontratenor, basszus |

## A mű cselekménye

### Előjáték
Az előjátékban történik az opera történetének mintegy „bekonferálása”. Ámor palotájában vagyunk, ahol Vénusz megparancsolja az Örömöknek, hogy tánccal szórakoztassák Ámort. A kellemes tánc hatására Ámor elszunyókál, de a megjelenő Féltékenység felébreszti. Ámor ekkor azt kéri az Örömöktől, hogy adják elő számára Dardanosz, Jupiter fiának történetét.

### Első felvonás
Dardanosz háborúban áll Teukrosszal, Frígia királyával, pedig szerelmes a lányába, Iphisébe. A lány is szereti Dardanoszt, de egymás érzéseiről nem tudnak. Teukrosz, hogy segítséget kapjon a Dardanosz elleni háborúhoz, Anténor hercegnek ígéri lánya kezét.

### Második felvonás
Dardanosz Isménor varázslótól kér segítséget, aki éppen egy napfogyatkozás előidézésével foglalatoskodik. A varázsló különleges erejű pálcát ad Dardanosznak, amelynek segítségével a varázsló képében jelenhet meg bárki előtt. Így fordulhat elő, hogy amikor Iphise is meglátogatja a varázslót, szerelmi érzéseit valójában Dardanosznak árulja el. Dardanosz örömében leleplezi magát a lány előtt, aki azonban meglepetésében elfut, a védtelen Dardanosz pedig foglyul ejti az ellenség.

### Harmadik felvonás
Anténor azonnal feleségül akarja venni a fríg királylányt, amikor Iphise éppen megtudja, mi történt Dardanosszal. Teukrosz lakomával ünnepli Dardanosz elfogását, de Neptun egy szörnyet küld ellenük, amiért fogva tartják Jupiter fiát. Anténor megígéri, hogy ő megküzd a szörnyeteggel.

### Negyedik felvonás
Dardanosz megmentésére – Jupiter utasítására – Vénusz és a kíséretében lévő Álmok érkeznek. Az Álmok tánccal, énekkel felkeltik Dardanosz harci kedvét, hogy megölje a szörnyet. A szörny és Anténor a tengerparton küzdenek egymással, de Anténor halálos veszélybe kerül. Ekkor érkezik Dardanosz, aki az Álmok segítségével legyőzi a szörnyeteget, egyben megmenti Anténort is. Anténor nem ismeri fel a férfit, hálából átadja neki kardját, egyben megígéri, hogy elfogadja Iphise döntését a tekintetben, hogy melyikükhöz akar férjhez menni.

### Ötödik felvonás
A két férfi megérkezik Teukrosz várába, ahol örömmel fogadják a herceget. Ekkor Dardanosz visszaadja neki a kardját, és azt kéri, ölje meg Teukroszt. Anténor ekkor döbben rá, ki is mentette meg az életét, és lemond Iphise kezéről. Minthogy egy jóslat értelmében Teukrosznak annak kell adnia lányát, aki legyőzi a szörnyet, Vénusz pedig kibékíti az ellenfeleket, így semmi akadálya Dardanosz és Iphise egybekelésének.

## A mű színpadra állítása
A Dardanust 1739. november 19-én mutatta be a párizsi Académie royale de musique. A közönség nem rajongott érte, túl bonyolult és követhetetlen volt a történet, a természetfeletti dolgok, események túlságosan is jelentős részt képviseltek a cselekmény folyásában. Voltak, akik az egész szövegkönyvet ostobaságnak tartották. Az előadásnak ismertek a szereplői, a címszerepet például a híres karakterszínész, Pierre Jélyotte énekelte, és még a viszonylag kis szerepekben is neves énekesek működtek közre, például a frígiai nőt Marie Fel, Teukroszt és Isménort François Le Page  alakította. Összesen huszonhatszor játszották el.
1744-ben Rameau és korábbi szövegírója, Simon-Joseph Pellegrin radikálisan átdolgozták az operát, az utolsó három felvonást átírták, a zenén rövidítettek, amivel azt érték el, hogy a cselekmény sokkal átláthatóbb és egységesebb lett. Ezt a változatot már kedvezőbben fogadta a közönség. A mű igazi sikere azonban csak 1760-ban, egy újabb, csekélyebb mértékű átdolgozás után következett be. A közönség és a kritika is dicsérte, felismerték az opera szépségét, jelentőségét, olyannyira, hogy ettől kezdődően Rameau-t „a Dardanus szerzője”-ként kezdték emlegetni.
A 20. században először Dijonban, 1907-ben állították színre a Dardanust. Ezt követően is bemutatták néhányszor, főleg francia operaszínpadokon, színpadi vagy koncertváltozatban, emellett számos kiváló hang- és videófelvétel készült belőle.

## A mű zenéje
Rameau operájának első változata zeneileg szebb, gazdagabb, kifejezőbb volt, tele gyönyörű áriákkal, csodálatos kórusszámokkal, lenyűgöző balettbetétekkel. A sikertelenség elsőrendű oka de La Bruère bonyolult története volt, amiben túl nagy arányt képviseltek a természetfeletti jelenségek, a napfogyatkozás, a szörny stb. Ezért kényszerült rá Rameau, hogy az 1744-es újraélesztés során első operájának, a Hippolütosz és Arikia librettistája, Simon-Joseph Pellegrin segítségét kérje az átdolgozásban. Rameau alaposan meghúzta a zenét, az utolsó három felvonás cselekményét gyökeresen átírták. Ez a változat egységesebb cselekménnyel rendelkezett ugyan, de a zenéje talán kevésbé színes, bár így is maradtak benne gyönyörű zenei részletek, ezek közé tartozik például Dardanosz Lieux funestes áriája a negyedik felvonásban. A közönség ezt a verziót sem ismerte el igazán, csak az 1760-as újabb felújítás után ismerték el, hogy valódi remekműről van szó. Rameau zenéje ötletgazdag, művészileg felépített hangszeres és vokális részletek tömegével, amelyek kiválóan fejezik ki a szereplők hangulati változásait, a szituációk jellegét. Gyönyörűek Iphise elégikus dallamai, vagy az az egyre összetettebbé váló szövegábrázolás, ami Teukrosz és Anténor egyre harciasabbá válását jellemzi. Rameau zenéje máig hatóan eleven és kifejező.

## Zeneszámok
| - Ouverture Első felvonás - Cesse, cruel amour – Iphise - Ma fille, enfin le ciel – Teukrosz, Iphise - Princesse après l’espoir – Anténor, Iphise, Teukrosz - Mânes plaintifs – Teukrosz, Anténor - Par des jeux éclatants – kórus - Mars, Bellone, guidez nos coups – Anténor, Teukrosz, kórus - Rigaudons 1, 2 - Guerriers, je remplirai – Anténor, Iphise - Entrée majestueuse pour les guerriers Második felvonás - Tout l’avenir est présent – Isménor - On vient c’est Dardanus – Isménor, Dardanosz - Hâtons-nous, commençons – kórus - Suspends ta brillante carrière – Isménor - Nos cris ont pénétré – Isménor - Obéis aux lois des Enfers – kórus - Quelqu’un vient – Isménor, Anténor, Dardanosz - Je la vois – Dardanosz, Iphise - D’un penchant si fatal – Iphise - Dardanus gémit dans nos fers – kórus | Harmadik felvonás - O jours affreux – Iphise - Elle gémit – Anténor, Iphise - Que l’on chante – kórus - Rigaudons 1, 2; Menuets 1, 2 - Volez, Plaisirs, volez – egy frígiai - Chantons tous – kórus - Cessez vos jeux – Teukrosz, Anténor Negyedik felvonás - Lieux funestes – Dardanosz - Ami tendre et fidèle – Dardanosz, Isménor - Malgré le Dieu des mers – Vénusz - Par un sommeil agréable – kórus - Un monstre furieux – az Álmok - La gloire vous appelle – kórus - Où suis-je – Dardanosz - Voici les tristes lieux – Anténor - Mon rival va périr – Dardanosz, Anténor Ötödik felvonás - Anténor est victorieux – kórus - Triomphez héros généreux – Teukrosz, Iphise, Anténor, Dardanosz, kórus - Pour célébrer les feux – Vénusz - Chantons la Reine – kórus, Iphise, Dardanosz, Teukrosz |

## Hangfelvételek
- Előadók: John Mark Ainsley, Véronique Gens, Laurent Naouri, Mireille Delunsch, Jean-Philippe Courtis, Magdalena Kožená, Russell Smythe.Közreműködik:  Les Musiciens du Louvre, vezényel: Marc Minkowski. Kiadó: Archiv, 2000. 2 CD.
- Vénus – Christiane Eda-Pierre, Iphise – Frederica von Stade, Dardanus – Georges Gatier, Anténor – Michaël Devlin, Teucer – Roger Soyer, Isménor – José van Dam, Las Songes (Az Álmok) – Helene Garetti, Annick Duterte, Monique Marandon, Jean-Philippe Courtis. Közreműködik: Orchestre du Théâtre National de l’Opéra de Paris, vezényel: Raymond Leppard. Kiadó: Erato, 2004. 2 CD.

## Fordítás
- Ez a szócikk részben vagy egészben  a   Dardanus (opera) című angol Wikipédia-szócikk ezen változatának fordításán alapul.  Az eredeti cikk szerkesztőit annak laptörténete sorolja fel. Ez a jelzés csupán a megfogalmazás eredetét és a szerzői jogokat jelzi, nem szolgál a cikkben szereplő információk forrásmegjelöléseként.
- Ez a szócikk részben vagy egészben  a   Dardanus (tragédie lyrique) című francia Wikipédia-szócikk ezen változatának fordításán alapul.  Az eredeti cikk szerkesztőit annak laptörténete sorolja fel. Ez a jelzés csupán a megfogalmazás eredetét és a szerzői jogokat jelzi, nem szolgál a cikkben szereplő információk forrásmegjelöléseként.